# Dürr Antal
Dürr Antal (1889. – 1951) válogatott labdarúgó, kapus.

## Pályafutása

### Klubcsapatban
A Törekvés labdarúgója volt. Tagja volt az 1910–11-es idényben bajnoki bronzérmet szerzett csapatnak. Majdnem két méter magas volt és nem tartozott a született tehetségek közé. Szorgalmának, kitartásának köszönhette, hogy bekerült a legjobbak közé.

### A válogatottban
1916-ban egy alkalommal szerepelt a válogatottban.

## Sikerei, díjai
- Magyar bajnokság
  - 3.: 1910–11

## Statisztika

### Mérkőzése a válogatottban
| Magyarország | Magyarország      | Magyarország    | Magyarország | Magyarország | Magyarország | Magyarország | Magyarország | Magyarország |
| #            | Dátum             | Helyszín        | Hazai        | Eredmény     | Vendég       | Kiírás       | Gólok        | Esemény      |
| ------------ | ----------------- | --------------- | ------------ | ------------ | ------------ | ------------ | ------------ | ------------ |
| 1.           | 1916. november 5. | Bécs, WAC-Platz | Ausztria     | 3 – 3        | Magyarország | barátságos   | -            |              |
|              | Összesen          |                 |              | 1            | mérkőzés     |              | 0            | gól          |